# Vincenzo Di Palma
Vincenzo Di Palma (Nápoles, 30 de junio de 1970) es un deportista italiano que compitió en remo como timonel.
Ganó tres medallas en el Campeonato Mundial de Remo entre los años 1995 y 2010, y una medalla de oro en el Campeonato Europeo de Remo de 2010.

## Palmarés internacional
| Campeonato Mundial | Campeonato Mundial          | Campeonato Mundial | Campeonato Mundial      |
| Año                | Lugar                       | Medalla            | Prueba                  |
| ------------------ | --------------------------- | ------------------ | ----------------------- |
| 1995               | Tampere (Finlandia)         | Medalla de bronce  | Cuatro con timonel      |
| 2002               | Sevilla (España)            | Medalla de oro     | Ocho con timonel ligero |
| 2010               | Cambridge (Nueva Zelanda)   | Medalla de bronce  | Ocho con timonel ligero |
| Campeonato Europeo |                             |                    |                         |
| Año                | Lugar                       | Medalla            | Prueba                  |
| 2010               | Montemor-o-Velho (Portugal) | Medalla de oro     | Ocho con timonel ligero |